# هراند مالویان
هراند مالویان (ارمنی: Հրանդ Մալոյեան؛ زاده ۲۹ نوامبر ۱۸۹۶ – درگذشته تاریخ ورودی نامعتبر است) فرد نظامی اهل ارمنستان-سوریه که فرماندهی کل امنیت ملی داخلی سوریه را برعهده داشت.

## زندگی‌نامه
در ۲۹ نوامبر ۱۸۹۶ در قسطنطنیه به دنیا آمد  وی در دسامبر ۱۹۷۸ در کالیفرنیا درگذشت.